# Касаріца
Касаріца (ест. Kasaritsa) — село в Естонії, входить до складу волості Виру, повіту Вирумаа.